# Rezolucja Rady Bezpieczeństwa ONZ nr 133
Rezolucja Rady Bezpieczeństwa ONZ nr 133 została przyjęta jednomyślnie 26 stycznia 1960 r.
Po przeanalizowaniu wniosku Kamerunu o członkostwo w Organizacji Narodów Zjednoczonych, Rada zaleciła Zgromadzeniu Ogólnemu przyjęcie tego państwa do swojego grona.

## Źródło
- UNSCR - Resolution 133